# Élections sénatoriales de 1998 dans l'Aube
Les élections sénatoriales dans l'Aube ont eu lieu le dimanche 27 septembre 1998. 
Elles ont eu pour but d'élire les sénateurs représentant le département au Sénat pour un mandat de neuf années.

## Contexte départemental
Lors des élections sénatoriales du 24 septembre 1989 dans l'Aube, un sénateur DVD et un RPR ont été élus, Philippe Adnot et Bernard Laurent.
Bernard Laurent est mort en 1994. Son suppléant Yann Gaillard lui a succédé.
Depuis, tous les effectifs du collège électoral des grands électeurs ont été renouvelés, avec les élections législatives françaises de 1997, les élections régionales françaises de 1998, les élections cantonales de 1994 et 1998 et les élections municipales françaises de 1995.

## Sénateurs sortants
| Sénateur | Sénateur       | Parti | Fonctions lors de l'élection en 1989 |
| -------- | -------------- | ----- | ------------------------------------ |
|          | Philippe Adnot | DVD   | Conseiller général                   |
|          | Yann Gaillard  | RPR   | Conseiller général, maire d'Essoyes  |

## Présentation des candidats
Les nouveaux représentants sont élus pour une législature de 9 ans au suffrage universel indirect par les 941 grands électeurs du département. 
Dans l'Aube, les sénateurs sont élus au scrutin majoritaire à deux tours.
| Candidats | Candidats               | Parti | Principale fonction                                   |
| --------- | ----------------------- | ----- | ----------------------------------------------------- |
|           | Pierre Rahon            | PCF   | Conseiller municipal de Brienne-le-Château            |
|           | Marie-Françoise Pautras | PCF   |                                                       |
|           | Albert Danilo           | PS    | Conseiller général, conseiller municipal de Troyes    |
|           | Christian Royer         | PS    | Maire de Saint-André-les-Vergers                      |
|           | Étienne Copel           | UDF   | Conseiller général, adjoint au maire de Troyes        |
|           | Philippe Adnot          | DVD   | Sénateur sortant, président du conseil général        |
|           | Yann Gaillard           | RPR   | Sénateur sortant, conseiller général, maire d'Essoyes |
|           | Jacques Rigaud          | RPR   | Maire de Rosières                                     |
|           | Bruno Subtil            | FN    | Conseiller régional, conseiller municipal de Troyes   |

## Résultats
|                | Philippe Adnot          | DVD            | 586 | 64,04  |  |  |
|                | Yann Gaillard           | RPR            | 463 | 50,60  |  |  |
|                | Albert Danilo           | PS             | 126 | 13,77  |  |  |
|                | Jacques Rigaud          | RPR            | 125 | 13,66  |  |  |
|                | Christian Royer         | PS             | 117 | 12,79  |  |  |
|                | Étienne Copel           | UDF            | 105 | 11,48  |  |  |
|                | Pierre Rahon            | PCF            | 54  | 5,90   |  |  |
|                | Marie-Françoise Pautras | PCF            | 50  | 5,46   |  |  |
|                | Bruno Subtil            | FN             | 32  | 3,50   |  |  |
|                | Pierre Bourgoin         | FN             | 21  | 2,30   |  |  |
|                |                         |                |     |        |  |  |
| Inscrits       | Inscrits                | Inscrits       | 941 | 100,00 |  |  |
| Abstentions    | Abstentions             | Abstentions    | 13  | 1,38   |  |  |
| Votants        | Votants                 | Votants        | 928 | 98,79  |  |  |
| Blancs et nuls | Blancs et nuls          | Blancs et nuls | 13  | 1,40   |  |  |
| Exprimés       | Exprimés                | Exprimés       | 915 | 98,60  |  |  |